# Удіни
Уді́ни (самоназва уді, уті; азерб. Udilər, вірм. Ուտիներ Utiner, рос. Уди́ны) — невеликий корінний дагестанський, зокрема, лезгинський народ у Закавказзі, що зараз проживає також у Росії та Україні.

## Територія проживання і чисельність
Удіни проживають в Азербайджані у Варташенському (м. Варташен) і Габалінському (с. Нідж) районах, у Грузії в Кварельському районі (Октомбері, Зінобіані й деякі ближні села), в Росії у Волгоградській області (с. Дубовий Овраґ Світлоярського району).
Загальна чисельність удінів оціночно становить бл. 10 тисяч осіб (2010), в тому числі понад 4,100 осіб в Азербайджані , 4,267 осіб в Росії (згідно з даними перепису населення 2010 року, тоді як у 2002 було зафіксовано 3,721 російський удін), 203 особи у Грузії, і ще 200 осіб у Вірменії (2006 рік).
Після розпаду СРСР в Україні виявилась доволі велика удінська громада, що засвідчили, зокрема, результати перепису населення 2001 року, за якими в країні проживало 592  удіна, причому кількість (і відсоток) тих, що рідною називають удінську, дуже велика — 342 особи (або бл. 58%), лише 9 осіб (1,5%) рідною назвали українську, решта — мови інших національностей.

## Антропологія, мова і релігія
Антропологічно удіни належать до балкано-кавказької раси великої європеоїдної раси.
Мова удінів — удінська, найбільш споріднена з лезгинською, з якою разом належить до дагестанської мовної підгрупи нахсько-дагестанської групи мов північно-кавказької мовної сім'ї.
Основні діалекти удінської мови: ніджський і варташенський.
Удінська мова є безписемною. Літературною мовою удінам здавна слугують мови народів, серед яких вони проживають, зокрема, азербайджанська, російська, грузинська, вірменська тощо.
За віросповіданням удіни — християни (православні та григоріани).

## Дані з історії, господарства і соціальної організації
Вважається, що удіни є нащадками населення давньої Кавказької Албанії. Перші достовірні свідчення про удінів датуються 2500-річною давниною, зокрема про утіїв розповідає у своїй «Історії» давньогрецький автор V століття до н. е. Геродот, також про них згадується у «Географії» давньогрецького письменника I ст. до н. е. Страбона у його описі Каспійського моря та Кавказької Албанії
Вчені припускають, що державною мовою Кавказької Албанії була давноудінська. У 313 році албанський цар Урнайр прийняв хрещення, відтоді християнство стає офіційною релігією Кавказької Албанії, зберігшись аж до сьогодення і в удінів.
У подальшому удіни та їхня культура зазнали значного впливу з боку вірмен, а у Середньовіччі і азербайджанців.
У 1922 році декілька удінських родів переселилися з Варташену до Грузії.

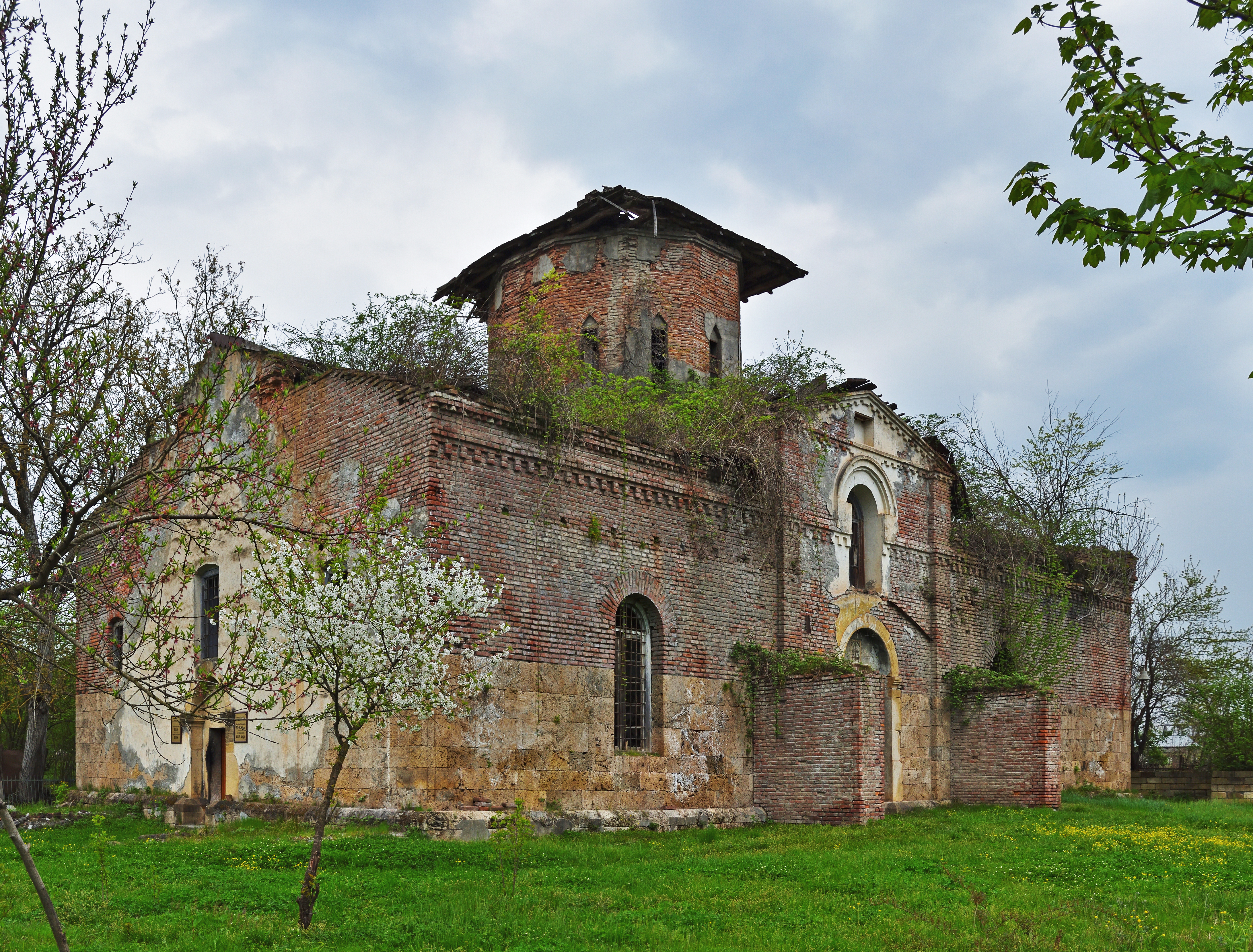
Удінська церква, Азербайджан, 2019 р.

Основними традиційними заняттями удінів ще на початку ХХ століття були орне землеробство (пшениця, ячмінь, просо), вирощування рису, садівництво і скотарство.
В удінів зазвичай мала́ сім'я, шлюби винятково екзогамні, натомість частими є національно змішані шлюби.

## Культура і традиції
Традиційне житло удінів — переважно одноповерхове, складене з цегли-сирцю, крите дахом з соломи або черепиці. У грузинських удінів за основний будівельний матеріал правило дерево, а стріхи робилися з дранки та черепиці.
Удінський національний костюм, близький до подібного у карабаських вірмен, у 1930-ті роки був замінений на звичний горський.
Основу традиційного харчування складали пшеничний хліб, страви з рису, квасолі, м'яса (яловичина, свинина), птиці, риби тощо.
В удінів дуже своєрідні традиції і фольклор (історичні перекази, прислів'я і приказки). Відмітною рисою вірувань удінів є синкретизм — разом з християнськими традиціями зберігаються пережитки язичництва, культу предків тощо. Так широко розповсюдженими є різноманітні забобони, гадання і магічні дійства. Великий вплив на життя удінів мали знахарі.
Зберігаючи притаманну собі індивідуальність, удіни-християни в пізніші часи зазнали значного впливу з боку мусульманських народів-сусідів, що зокрема, відбилося на мові, одязі, частково на обрядності.

## Цікаві факти, пов'язані з удінами
- Давні звичаї удінів тісно переплетені з християнством. Наприклад, в домі завжди мусить бути запалене вогнище, що свідчить про залишки вогнепоклонства. Крім вогню, пращури сучасних удінів вшановували Місяць (найголовніше божество у давніх кавказьких албанців), тому й зараз удіни-християни нерідко звертають свої молитви до Місяця. Не випадково албанська (удінська) назва цього світила — Хаш пов'язана з символом і назвою хреста — в удінській мові і дотепер збереглось слово хашдесун «хреститися». Також схилялись удіни перед Сонцем, священними кам'яними брилами, деревами, джерелами тощо. Щасливим днем в удінів вважалась п'ятниця[7].

- В удінському суспільстві діє дуже сувора заборона на шлюби між родичами — попри невелику кількість членів удінської общини, не можна одружуватися з ріднею аж до сьомого коліна.

- Удінська кухня має деякі цікаві страви, зокрема улюбленими ласощами традиційно вважаються смажені і варені каштани, волоські горіхи тощо.

## Виноски
1. ↑  Державний статистичний комітет Республіки Азербайджан — Демографічна ситуація в Азербайджані
2. ↑  Результати перепису населення Російської Федерації 2010 року (національний склад) [Архівовано 2013-12-04 у Wayback Machine.] (рос.)
3. ↑  Перепис населення у Росії 2002 року (рос.). Архів оригіналу за 30 липня 2013. Процитовано 27 травня 2008.
4. ↑  Етнічні групи у Грузії – Удіни, The Georgian Times, за 17 квітня 2008. Архів оригіналу за 29 серпня 2008. Процитовано 26 травня 2008.
5. ↑  Гакобян Т. (Tatul Hakobyan) Курди-мусульмани і уді-християни. Карабаська війна змусила їх покинути батьківщину, Hetq Online за 13 листопада 2006 року (англ.). Архів оригіналу за 17 серпня 2009. Процитовано 26 травня 2008. [Архівовано 17 серпня 2009 у Wayback Machine.]
6. ↑  Всеукраїнський перепис населення 2001 року / Національний склад населення, громадянство / Розподіл населення за національністю та рідною мовою[недоступне посилання з червня 2019]
7. ↑  Розділ «Фольклор і традиції» на сайті Удінського культурно-прсвітницького товариства Ораїн (рос.). Архів оригіналу за 13 січня 2005. Процитовано 26 травня 2008. [Архівовано 2005-01-13 у Wayback Machine.]